# I dag röd (roman)
I dag röd ... är en kriminalroman av Stieg Trenter utgiven 1945. Romanen filmatiserades för SVT 1987 (se I dag röd (TV-serie)). I denna bok träffar Harry Friberg för första gången Vesper Johnson, som nämner att han hört talas om Fribergs insatser av kommissarie Lind (se Farlig fåfänga). Lena Groth från Farlig fåfänga gör ett kort gästspel i inledningen av Idag röd ...

## Handling
Historien börjar med att Harry Friberg en blåsig kväll i slutet av maj åtar sig uppdraget att fotografera ett underligt ljusfenomen över vattnet ute vid Blockhusudden för en stor dagstidning. Det visar sig vara en svart Mercedes, som körts ner i vattnet. Vid ratten sitter en död man. Det visar sig vara Sven Lessler, koncernchef för Lesslerverken. Kriminalintendent Johnson tar med Friberg till den dödes hem för att meddela dödsbudet. På övre planet i den stora etagevåningen återfinner de Lesslers son Gilbert, skjuten till döds med pistol på nära håll. Det ser ut som att fadern har vådaskjutit sonen och därefter begått självmord genom att köra ner bilen i vattnet. Men obduktionen visar att Sven Lessler har drunknat i vatten innehållande en hög koncentration av parfymerat badsalt. Han måste alltså ha drunknat hemma i badkaret och sedan körts av någon annan ut till Blockhusudden.
I den takträdgård som hör till Lesslers våning står fyra syrenträd, planterade av syskonen Lesslers far, som vårdträd för de fyra barnen. Den blå syrenen, Sven Lesslers vårdträd, har vissnat. När även den röda syrenen börjar vissna i förtid visar den sig ha saboterats, som ett hot mot ännu ett av syskonen Lessler: i dag röd, imorgon död, som ordspråket säger.
Historien berättas i jagform av Harry Friberg. Förutom de inledande dödsfallen inträffar ytterligare ett mord och ett par mordförsök. Mördaren flyr slutligen med bil och kör ihjäl sig.

## Persongalleri
- Harry Friberg, 28, fotograf, journalist och amatördeckare
- Vesper Johnson, kriminalintendent
- Clason, konstapel, polischaufför
- Sven Lessler, direktör och koncernchef för Lesslerverken
- Gilbert Lessler, direktörsson, playboy
- Helen Lessler, ligger i hemskillnad från Gilbert Lessler
- Nils Lessler, disponent för ett dotterföretag i Lesslerkoncernen, bror till Sven
- Mary Lessler, f.d. stenograf, fru till Nils sedan tio år
- Leo Lessler, disponent i Lesslerkoncernen, bror till Sven
- Clara Denér, född Lessler, officersänka, syster till Sven
- Vincent Denér, regissörselev, son till Clara
- Hilda Tapper, kokerska, trotjänarinna hos familjen Lessler
- Eva Kallenberg, studerande vid Musikaliska akademien
- Fred Hellgren, busgrabb hemmastadd i Slussens labyrinter
- Allan Andersson, redaktionssekreterare vid en av Stockholms största morgontidningar
- Oskar Karlsson, förhoppningsfull notisjägare

## Miljöer

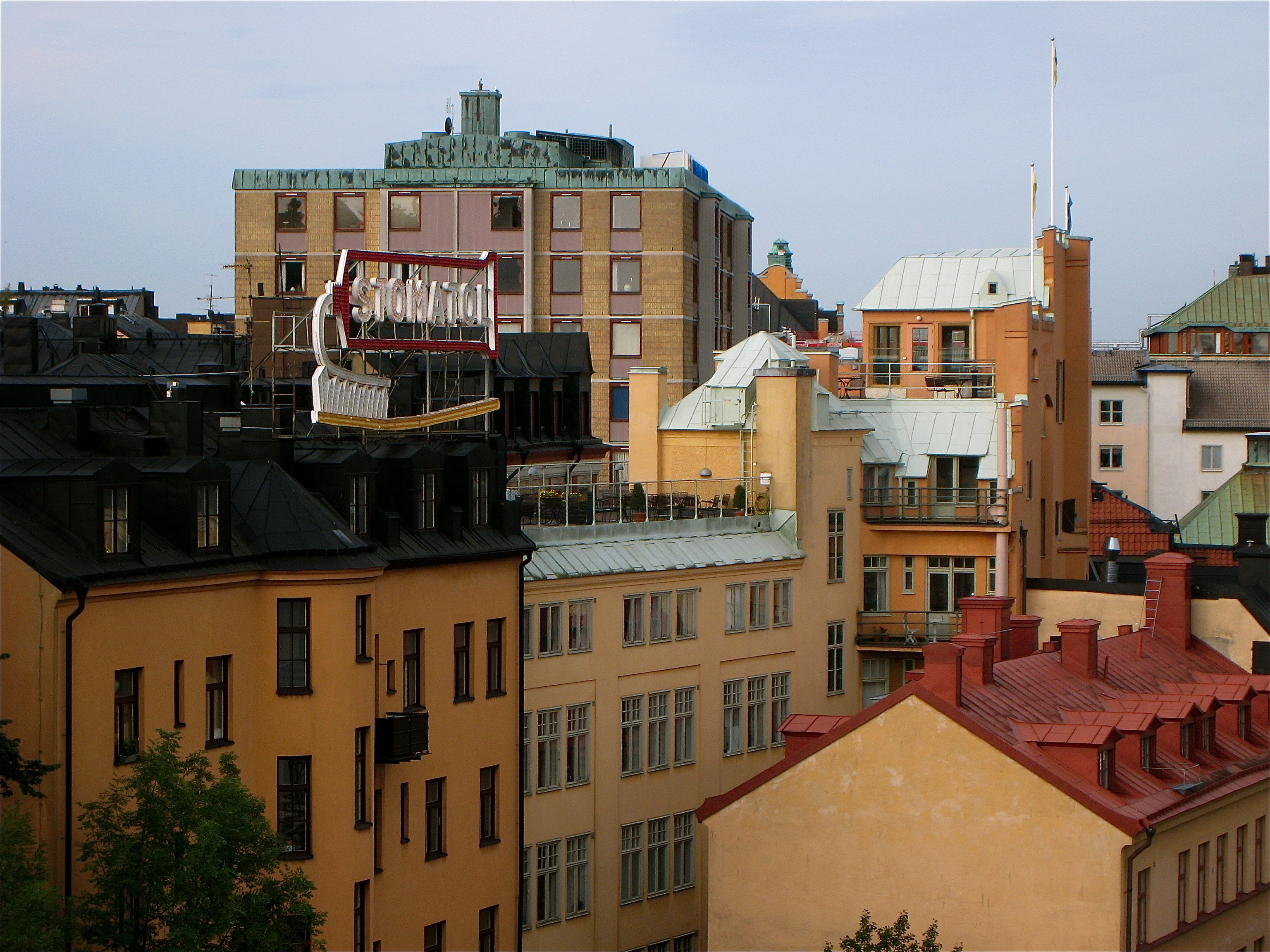
Stomatolskylten och taken omkring där bokens nyckelscener utspelar sig.

Bokens inledande kapitel utspelas en mörk natt ute vid Blockhusudden.
Huvuddelen av handlingen äger rum i miljöerna kring Slussen. Det inledande familjedramat utspelas i direktör Lesslers stora etagevåning i ett av husen på branten upp mot Södermalm, med stora fönster blickande ut mot Gamla Stan och de omgivande vattendragen. Det är av vikt för handlingen att sällskapsrummets fönster befinner sig rakt under borsten på Stomatolskylten, väl synliga från restaurang Gondolen. Även takträdgården, som både har direkt ingång från bostaden och separat utgång via grannhusets trappuppgång, har betydelse för handlingen. I boken har huset adressen Urvädersgränd 9. Verklighetens takträdgård, som Trenter besökte för att studera miljön, finns på Götgatan 7, mellan Mariagränd och Klevgränd. Stomatolskylten sitter på huset intill, Klevgränd 1B.
Det händer också saker i det underjordiska garaget och i de omgivande ödsliga gångarna längst ner i trafikmaskineriet.